# Sheila Juvelina Ferreira
Sheila Juvelina Ferreira é uma atleta brasileira. Integra a delegação que disputa os Jogos Pan-Americanos de 2011, em Guadalajara, no México.